# Il mostro delle nevi (film 1977)
Il mostro delle nevi, noto anche come Snowbeast - Il mostro delle nevi, (Snowbeast) è un film TV statunitense, del 1977, diretto da Herb Wallerstein e trasmesso per la prima volta dalla rete televisiva NBC il 28 aprile 1977. In Italia è stato trasmesso a partire dagli anni '80. 

## Trama
Il campione olimpico, medaglia d'oro, Gar Seberg e sua moglie Ellen, una presentatrice televisiva, ritornano a casa propria in una nota località sciistica, quando giunge la notizia che alcuni turisti arrivati sul posto per partecipare agli eventi del Carnevale, sarebbero stati uccisi e massacrati nei boschi circostanti da una non meglio precisata mostruosa creatura. Testimoni oculari giurano di aver visto uno strano animale aggirarsi nella zona, ma Carrie Rill, la proprietaria del centro sciistico, per non perdere gli affari smentisce categoricamente tutto e mantiene segreta la scomparsa dei vacanzieri a suo nipote Tony. Lo sceriffo locale diffonde il racconto secondo cui un orso solitario sarebbe la causa degli avvenuti decessi. 
Intanto Gar e Tony si mettono alla caccia del mostro per individuarlo e ucciderlo. In un primo tempo Gar rifiuta l'incarico di Tony, ma vedendo come la bestia ha ridotto una delle vittime, ci ripensa. La terrificante creatura, nel frattempo, giunge nel centro abitato e non solo diffonde il panico, ma addirittura uccide l'organizzatrice del carnevale bianco. Il giorno dopo Gar, Ellen, Tony e lo sceriffo vanno nei boschi, nella zona dove ultimamente è stata avvistata la creatura.

## Produzione
Il film è stato scritto da Joseph Stefano, già ispiratore di Psyco per Alfred Hitchcock e venne girato nel 1976 al Crested Butte Mountain Resort, nei pressi di Gunnison County nel Colorado.

## Distribuzione

### Edizioni home video
Negli Stati Uniti nel 2018 è stata distribuita, dalla Retromedia Entertainment Group, Inc., un'edizione speciale del film in formato bluray con il codice EAN 0802993302501.
In Italia, dopo i vari passaggi televisivi con il titolo Il mostro delle nevi, a partire dal novembre 2018 è stata distribuita, dalla Terminal Video, una versione DVD intitolata Snowbeast - Il mostro delle nevi con il codice EAN 0634438418566.